# موسى (مسلسل)
موسى هو مسلسل تلفزيوني مصري عُرض في شهر رمضان لعام 2021، من تأليف ناصر عبد الرحمن وإخراج محمد سلامة وبطولة محمد رمضان وسمية الخشاب ورياض الخولي وسيد رجب.

## قصة المسلسل
تدور أحداث المُسلسل في الأربعينات مُرورًا بالخمسينات، أثناء الاحتلال البريطاني لمصر، حول رحلة صعود شخص يتوفى والده منذ صغره، ويتحمل مسؤولية أشقائه، وهو من محافظات صعيد مصر، ويضطر لترك بلده والانتقال إلى القاهرة، ويعمل في تصدير واستيراد بعض الأشياء من غزة لمصر والعكس، ويعجب بفتاة فرنسية، وتتوالى الأحداث في إطار درامي.

## طاقم التمثيل
- محمد رمضان
- سمية الخشاب
- عبير صبري
- رياض الخولي
- سيد رجب
- صبري فواز
- منذر رياحنة
- هبة مجدي
- أسماء جلال
- تارا عماد
- فريدة سيف النصر
- عارفة عبد الرسول
- رامي وحيد
- جوري بكر
- أمير صلاح الدين
- ضياء عبد الخالق
- محمد عز
- أحمد طلعت
- عمرو عبد الجليل
- محمد أحمد ماهر
- مفيد عاشور
- حمدي الوزير
- محسن منصور
- سعد المختار
- أحمد فهيم
- محمد الحناوي
- جلا هشام
- حسني شتا
- نجيب بلحسن
- علي الشامل
- طاهر الحكيم
- محمود حجاج
- تسنيم مطر
- محمد المغربي
- هبة عبد الغني
- أحمد سعد
- أحمد محارب

## وصلات خارجية
- مسلسل موسى على موقع السينما